# Адиньш, Андрей Иванович
Андрей Иванович Адиньш (латыш. Andrejs Ādiņš; январь 1909 года, Лифляндская губерния — 27 июля 1985 год, Рига, Латвийская ССР) — бригадир слесарей Рижского трамвайно-троллейбусного управления, Латвийская ССР. Герой Социалистического Труда (1966).

## Биография
Трудовую деятельность начал 12-летним подростком. Трудился по найму на выпасе скота. В последующие годы работал в порту и на железной дороге. С 1939 года — слесарь-ремонтник в Рижском трамвайном управлении. В послевоенные годы — бригадир слесарей в Рижском трамвайно-троллейбусном управлении.
Бригада слесарей Андрея Адиньша досрочно выполнила коллективное социалистическое обязательство и плановые задания Семилетки (1959—1965) по развитию городского коммунального хозяйства. Указом Президиума Верховного Совета СССР от 20 декабря 1966 года удостоен звания Героя Социалистического Труда «за выдающиеся успехи, достигнутые в развитии жилищно-коммунального хозяйства и выполнении производственных заданий» с вручением ордена Ленина и золотой медали Серп и Молот.
Избирался депутатом Рижского городского Совета народных депутатов.
После выхода на пенсию проживал в Риге, где скончался в июле 1985 года. Похоронен на кладбище Микеля в Риге.
Награды и звания
- Герой Социалистического Труда
- Орден Ленина
- Орден «Знак Почёта» (07.05.1971).